# Kusair Amra
Kusair Amra (arapski: قصر عمرة‎), poznat i kao Qasr Amra ili Qusayr Amra, je najpoznatiji pustinjski dvorac u današnjem istočnom Jordanu. Nalazi se na glavnom jordanskom autoputu koji povezuje istok sa zapadom države, oko 85 km istočno od Ammana. Izgrađen je početkom 8. stoljeća (vjerojatno između 711. – 715.) za vladavine omejidskog kalifa Velida I. čiji je utjecaj tada rastao u tom području. Smatra se najvažnijim primjerom rano-islamskog dvorca.
Građevina je zapravo ostatak jednog od nekoliko omejidskih kompleksa izgrađenih uz sezonski tok rijeke Butum, a koji je imao i palaču od koje su ostali samo temelji. Ono što danas zovemo dvorcem su zidine ljetnikovca koji nije imao nikakvu vojnu ulogu. Najznamenitije su njegove freske na unutarnjim zidovima na kojima su naslikani prizori lova, ženski akt i na kupoli kupatila (hamam) vjeran prikaz zodijaka, te portreti šest kraljeva (uz natpise na arapskom i grčkom). To su iznimno rijetki primjerci figurativne umjetnosti, koja je bila zabranjena u islamskoj umjetnosti, i rijedak primjer koji pokazuje jasne bizantske utjecaje na islamsku umjetnost. Zbog toga je Kusair Amra upisana na UNESCO-ov popis mjesta svjetske baštine u Aziji i Oceaniji 1985. godine.
- Freske u unutrašnjosti
- Znakovi zodijaka u kupoli hamama
- Hrvači iz zapadnog hodnika
- Freske sa svoda

## Vanjske poveznice
- Qusayr 'Amra  Arhivirana inačica izvorne stranice od 3. prosinca 2013. (Wayback Machine), Archnet Digital Library (engl.)